# Die Dame in Schwarz (1912)
Die Dame in Schwarz ist ein deutsches Stummfilmmelodram aus dem Jahre 1912 von Rudolf del Zopp.

## Handlung
Ein Margaritenfest wird im Rahmen einer Wohltätigkeitsveranstaltung für die Armen abgehalten. Man sieht die junge Baronin Alice von Wartenegg am Telefon mit ihrem frisch angetrauten Ehemann zanken, weil er sich noch immer bei seinem Freund, dem Multimillionär Lincoln aufhalte, anstatt bei ihr auf diesem Fest zu sein. Lincoln, Alices Gatte und die anderen Herren der Gesellschaft machen sich darauf vergnügt auf den Weg zu der Wohltätigkeitsveranstaltung. Dort steht das Verkaufszelt der Witwe Luise von Bahrensfeld, die seit dem Tod ihres Mannes dank ihrer Trauerkleidung meist „die Dame in Schwarz“ genannt wird, im Mittelpunkt des allgemeine Besucherinteresses. Seit sie Witwe ist, hat sich die Dame ganz der Wohltätigkeit verschrieben. Lincoln ist bei seiner Ankunft hin und weg, als er Luise ansichtig wird. Der steinreiche Mann verspricht ihr 1000 Mark für ihre Wohltätigkeitskasse, sollte sie ihm erlauben, ihr die Hand zu küssen. Luise willigt ein. Auch in den folgenden Tagen gibt sich Luise ganz der Spendensammelei hin und bittet auf ihrem Weg von Haustür zu Haustür um eine milde Gabe für die Bedürftigen und Armen. Mit Alice von Wartenegg im Schlepptau kommt sie auch am Haus Lincolns vorbei. Dieser ist hocherfreut, seine neue Flamme wiederzusehen und überlässt ihr freudestrahlend einen größeren Betrag. Dann kehrt er zu seinen Männerfreunden im Salon zurück. Luise bekommt en passant zu ihrem Entsetzen mit, wie die Herren sie zum Gegenstand einer Wette machen. Lincoln wettet, dass Luises kühle, damenhafte Erscheinung lediglich eine Maske sei und dass er diese Fassade binnen drei Monaten „knacken“ werde. Sein Einsatz: die besten Pferde seines Rennstalls. Luise ist schlicht entsetzt.
Sie wankt aus dem Salon zu ihrer jungen Freundin Alice, lässt sich aber ihren Schock nicht anmerken. Insgeheim aber heckt sie einen Racheplan gegen Lincoln aus. Sie will ihm scheinbar in die Fänge gehen, um ihn am Ende umso heftiger vor seinen Freunden zurückstoßen zu können. Luise geht sehr strategisch vor: Sie schreibt als Erstes eine Einladung an Lincoln, um über die Verwendung des von ihm gespendeten Geldbetrages zu sprechen. Lincoln ist entzückt, Frau von Bahrensfeld wieder zu sehen. Umso erstaunter ist er, dass die Dame in Schwarz nunmehr ihre Trauerphase als Witwe hinter sich zu haben scheint, denn bei der diesmaligen Begegnung trägt sie ausgesprochen helle und frohe Farben. Luise leiht sich von Lincoln dessen Siegelring aus, um ein von ihr soeben verfasstes Schreiben zu versiegeln. Diesen Brief verschließt die junge Witwe in einem Kästchen, das sie wiederum in einem unterirdischen Verlies in der Nähe ihres Gartenpavillons, wo sie all ihre wertvollen Dokumente aufbewahrt hat, verwahrt. 
Wochen vergehen, und die regelmäßigen Begegnungen zwischen Luise und Lincoln haben dazu geführt, dass der Multimillionär sich in die junge Dame ernsthaft verliebt hat. Längst reut ihn seine dämliche Wette von einst mit Luise als Wettgegenstand. Er bittet seine Freunde, diese Wette zu annullieren, und als Ehrenmänner geben sie diesem Wunsch nach. In einem besonderen Schreiben dankt Lincoln auch Baron von Wartenegg für seine chevalereske Haltung bezüglich dieser leidigen Angelegenheit. Dessen Frau Alice ist daraufhin mal wieder augenblicklich eifersüchtig, denn sie will nicht, dass irgendjemand ihrem Mann näher steht als sie und auch nicht, dass der Göttergatte einen engen Freund besitzt. Womöglich wähnt sie hinter dem Schreiben aber auch die Avancen einer anderen Frau. Luise hingegen freut sich schon auf den Moment, wo sie den bis über beide Ohren verliebten Lincoln vor aller Welt demütigen kann, ahnt sie doch nichts von der Rücknahme der Wette. Eines Abends ist der Moment der Vergeltung gekommen; Luise von Bahrensfeld hat zu einer allgemeinen Abendgesellschaft geladen, ein soziales Ereignis ersten Ranges.
Lincoln macht nun seinen Gefühlen Luft, fällt seiner einstigen „Dame in Schwarz“ zu Füßen und bettelt geradezu darum, dass sie seine Liebe erwidern möge. Sie antwortet ihm: „Der Mann, den ich liebe, muss persönlichen Mut besitzen. Holen Sie sich meine Antwort, die ich bereits an dem Tage ihres ersten Besuches niederschrieb und die sie selbst mit Ihrem Ring siegelten aus dem Pavillon im Garten. Begeben Sie sich jetzt in dunkler Nacht in das Verlies, dort liegt ein Ihnen wohlbekanntes Kästchen“. Mit dem Schlüssel zum Verlies begibt sich Lincoln in den nächtlichen Garten. Zwar verwundert über Luises merkwürdigen Einfall, begibt sich Lincoln dennoch in das muffige, unterirdische Gewölbe, um das Kästchen zu holen. Ein Diener Luises macht zu diesem Zeitpunkt seinen nächtlichen Kontrollgang, sieht das Tor zum Verlies offen und wähnt dort Einbrecher. Er beschließt, diese Schachmatt zu setzen und schließt die Pforte zum Verlies ab. Lincoln sitzt nun in der Falle.
Derweil ist auch Alice in Luisens Haus auf Briefsuche, will sie doch wissen, welches Schreiben ihr Gatte so heimlich vor ihr in seinem Portemonnaie versteckt hatte. Sie findet es und ist erstaunt, dass der Absender Lincoln ist. Sie liest heimlich das Schreiben und stellt nunmehr fest, dass es eine bescheuerte Wette mit Luise von Bahrensfeld als Einsatz gab und dass Lincoln ihrem Mann dankte, sich bei der Zurücknahme der Wette dafür so herzhaft eingesetzt zu haben. Alice, die keinen Schimmer hat, worum es hier eigentlich geht, eilt mit dem Schreiben zu ihrer Freundin Luise, die entsetzt feststellen muss, dass ihr gesamter Racheplan obsolet ist, da Lincoln seine Wette längst bereut und diese ad acta gelegt hat. Als dann auch noch der Diener eintrifft und seiner Herrin mitteilt, dass er das geöffnet aufgefundene Verliestor am Pavillon kurzerhand verschlossen habe, ist Luise in höchster Aufregung. Sie rast zum Pavillon, um Lincoln zu befreien, inständig hoffend, dass dieser noch nicht ihr Schreiben gelesen habe. Doch Lincoln hat bereits das Siegel erbrochen und den Text verschlungen. Jetzt empfindet er nur noch Verachtung für seine einstige Herzdame. Vermutlich, so glaubt er, ist die verschlossene Verliestür ebenfalls Teil ihres Racheplanes. Luise eilt dorthin, befreit ihn und wirft sich ihm zu Füßen. Doch der zutiefst verletzte Lincoln stößt sie mit Verachtung von sich. Alice kommt hinzu und versucht, so gut wie möglich Luise zu trösten.
Tage später: Multimillionär Lincoln befindet sich im Speisewagen eines D-Zugs und liest gerade Zeitung. Im Gesellschaftsteil steht geschrieben: „Luise von Bahrensfeld, die bekannte Wohltäterin der Armen, begibt sich demnächst mit einer Abordnung des Roten Kreuzes auf den Kriegsschauplatz“.

## Produktionsnotizen
Die Dame in Schwarz passierte am 14. Dezember 1912 die Filmzensur und wurde wohl wenig später uraufgeführt. Der Zweiakter mit 14 Zwischentiteln hatte eine Länge von 850 Metern.
Kurt Dürnhöfer entwarf die Filmbauten.
Dieser Film war der dritte Teil der sog. Lincoln-Filmreihe (1912/13) mit Oskar Fuchs in der Titelrolle und hatte dementsprechend den Untertitel „Aus dem Leben eines Multimillionärs III“. Manny Ziener, die hier die junge Alice von Wartenegg verkörperte, hatte unmittelbar zuvor, ebenfalls 1912, an der Seite von Oskar Fuchs auch in dem zweiten Film der Lincoln-Serie „Die Mauritiusmarke“ mitgewirkt und dort ihre erste größere Rolle gespielt.